# 曼济耶
曼济耶（法語：Minzier，法語發音：[mɛ̃zje]）是法国上萨瓦省的一个市镇，属于圣于连昂热讷瓦区。

## 地理
曼济耶（46°3'10"N, 5°59'20"E）面积8.79 平方千米，位于法国奥弗涅-罗讷-阿尔卑斯大区上萨瓦省，该省份为法国东部省份，历史上为薩伏依的一部分，北与瑞士接壤，西接安省，南至萨瓦省，东与瑞士和意大利接壤。
与曼济耶接壤的市镇（或旧市镇、城区）包括：肖蒙、孔塔米讷萨尔赞、容济耶-埃帕尼、萨维尼。

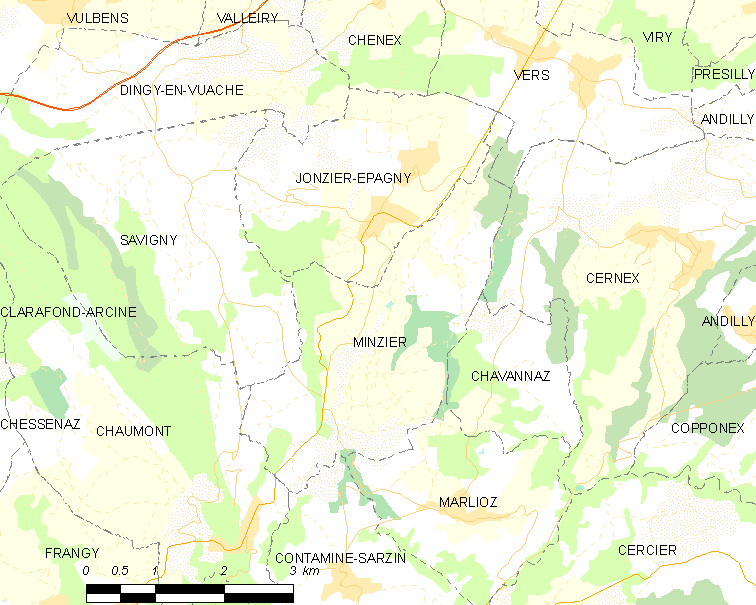
曼济耶的OSM定位图

曼济耶的时区为UTC+01:00、UTC+02:00（夏令时）。

## 行政
曼济耶的邮政编码为74270，INSEE市镇编码为74184。

## 政治
曼济耶所属的省级选区为圣于连昂热讷瓦县。

## 人口

1962-2008年间曼济耶人口变化图示

曼济耶于2022年1月1日时的人口数量为1058人。